# Aldina Reka
Aldina Reka (en serbe cyrillique : Алдина Река) est un village de Serbie situé dans la municipalité de Knjaževac, district de Zaječar. Au recensement de 2011, il ne comptait aucun habitant.

## Démographie
| 1948 | 1953 | 1961 | 1971 | 1981 | 1991 | 2002 | 2011 |
| ---- | ---- | ---- | ---- | ---- | ---- | ---- | ---- |
| 315  | 332  | 396  | 184  | 35   | 20   | 12   | 0    |

|  |